# 鶴岡一成
鶴岡 一成（つるおか かずなり、1977年5月30日 - ）は、兵庫県高砂市出身の元プロ野球選手（捕手）・コーチ。愛称は「ツル」。

## 経歴

### プロ入り前
高砂市立鹿島中学校では野球部のキャプテンとして全国大会で優勝し、地元兵庫の神港学園神港高等学校に進学。3年時には4番で主将として阪神・淡路大震災の直後に開催された第67回選抜高等学校野球大会に出場し、初戦は天野勇剛を擁する仙台育英高校、二回戦は大府高校に勝利。準々決勝で後に同僚となる藤井秀悟を擁する今治西高校と対戦し、適時打を放ったものの延長13回サヨナラ負けを喫し敗退。
1995年プロ野球ドラフト会議にて横浜ベイスターズから5巡目指名を受けて入団。背番号は「57」。

### 横浜時代
1996年シーズンから1999年シーズンまでは二軍生活に終始。
2000年9月1日の対阪神タイガース戦で、7回表に阿波野秀幸の代打の石井義人の代打として起用され一軍初出場を果たした。この年は3試合に出場し、プロ初安打も記録したが、一軍に定着するまでには至らなかった。
2001年シーズンは9試合に出場。
2002年シーズンは12試合に出場し、アジア大会にも日本代表として出場して銅メダルを獲得。
2003年シーズンは一軍出場なしに終わった。
2004年シーズンには、正捕手の相川亮二がアテネオリンピックに出場するため離脱、中村武志も負傷したことで出場機会を得て、相川に次ぐ二番手捕手として一軍に定着。8月24日の対阪神戦でプロ初本塁打を記録。試合数は少ないものの、自己最多の25試合に出場し、打率.400・2本塁打を記録した。50打席以上で打率4割を超えてシーズンを終えた選手は、1972年の広島東洋カープの宮川孝雄以来32年ぶり史上2人目だった。
2005年シーズンには、前年の好調を保ちつつ、2番手捕手・右の代打として一軍に定着し、シーズンを通して24試合に出場。
2006年シーズンは相川の故障や投手陣の不調などにより、スタメンに名を連ねる試合が増え、結果的に自己最多の出場となった。
2007年シーズンは36試合の出場にとどまり、4年ぶりのシーズン無本塁打で打率.217に終わった。

### 巨人時代
2008年6月10日に真田裕貴との交換トレードで読売ジャイアンツ（巨人）へ移籍。背番号は交換相手の真田が着けていた43に決定した。

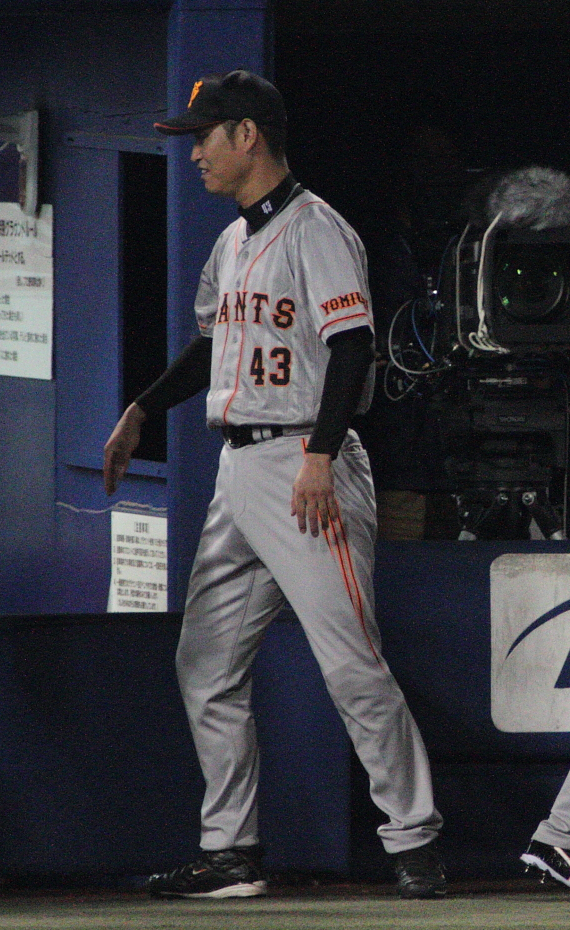
巨人時代（2010年10月5日、横浜スタジアム）

移籍後は、CSで本塁打を放つなど、日本シリーズ出場に貢献。埼玉西武ライオンズとの日本シリーズでは、右肩の故障により守備につけなかった阿部慎之助に代わり、全試合に出場。
2009年シーズンには、開幕から週に1・2試合のペースで先発出場の機会を得た。その中でセス・グライシンガーと抜群の相性の良さを見せたため、阿部慎之助の負傷が完治した後も、グライシンガーの先発時は専属バッテリーを組んだ。4月10日の対阪神戦（東京ドーム）では自身初の2打席連続本塁打を記録した。
2010年シーズンには32試合へ出場。打率.229に終わった。
2011年シーズンには、プロ16年目にして初の開幕スタメン出場を果たした。阿部の復帰後以降は再び二番手捕手としてチームを支え、前年を上回る34試合に出場。

### 横浜（DeNA）復帰

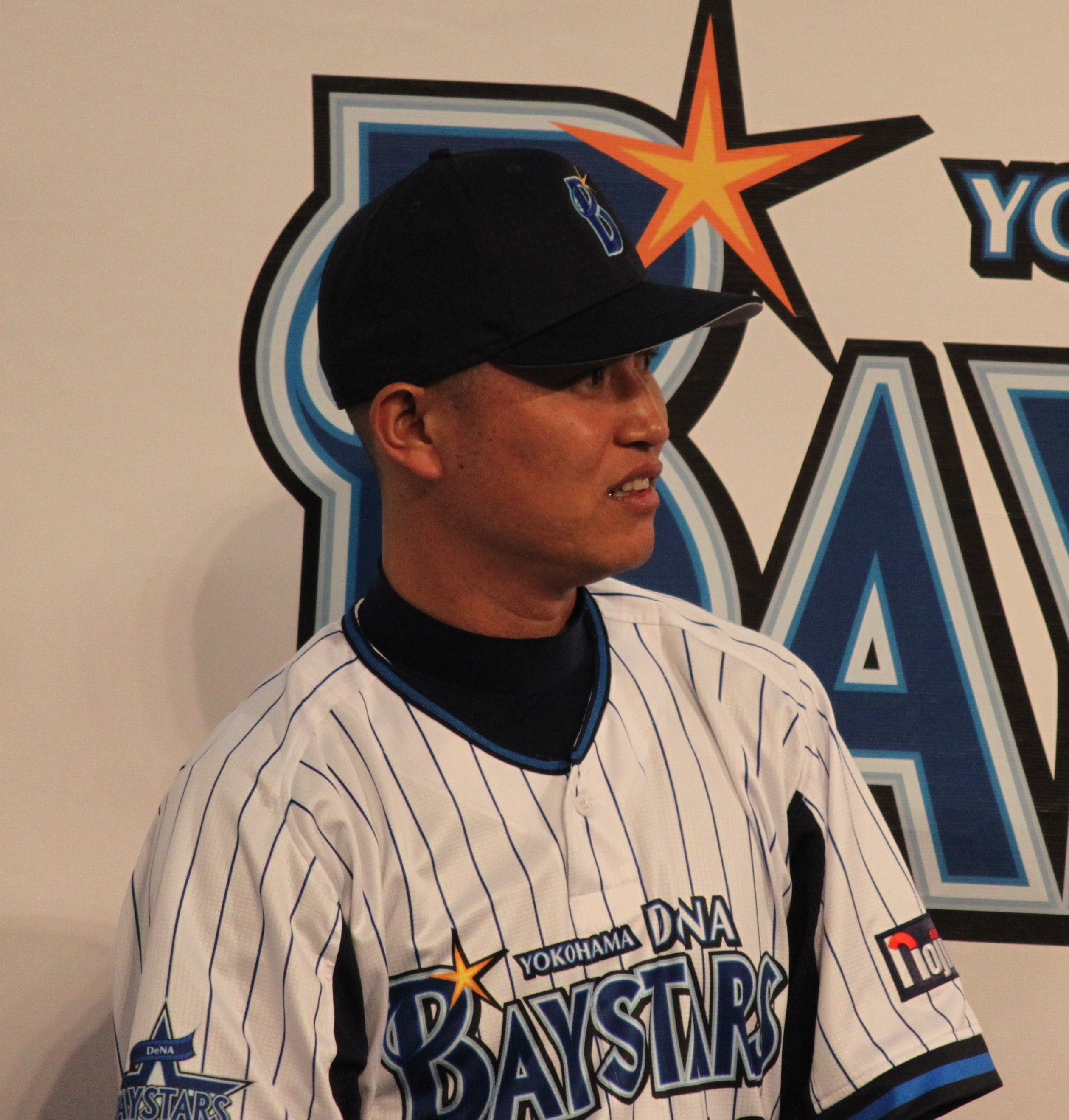
DeNA時代（2012年1月29日、クイーンズスクエア横浜）

2011年シーズン終了後に、出場機会の増加を求めて国内FA権の行使を表明。12月11日には、横浜DeNAベイスターズと契約したことが球団から発表された。横浜球団には4年ぶりの復帰で、背番号は「10」。
2012年シーズンには、7月12日の対東京ヤクルトスワローズ戦で石川雅規からプロ入り初となる満塁本塁打を放つなど、自己最多となる102試合に出場。
2013年シーズンには、開幕一軍入りはしたが開幕捕手は髙城俊人に奪われ、二番手捕手としてのスタートとなった。しかし打撃不振に苦しむ高城が7月26日に一軍登録を抹消されて以降は正捕手に定着。8月25日の巨人戦では、山口鉄也から当時の日本記録タイとなる1打席19球を記録した 。前年を上回る108試合に出場し、自己最多となる70安打、40打点を記録。打順は主に8番と下位ながら二塁打が18本と多かった。また、得点圏打率は.303を記録した。この打撃もあり、先発出場した85試合でチームは42勝42敗1分と、9月上旬までチームがクライマックスシリーズ出場を争う原動力となった。しかし球団からの評価は厳しく、提示額で合意に至らない場合は戦力外にする考えを示され現状維持での契約更改を更新した。

### 阪神時代
2014年1月6日に、阪神タイガースが鶴岡の獲得を発表した。久保康友の国内FA権行使によるDeNA移籍に伴う補償措置で、背番号は「40」。

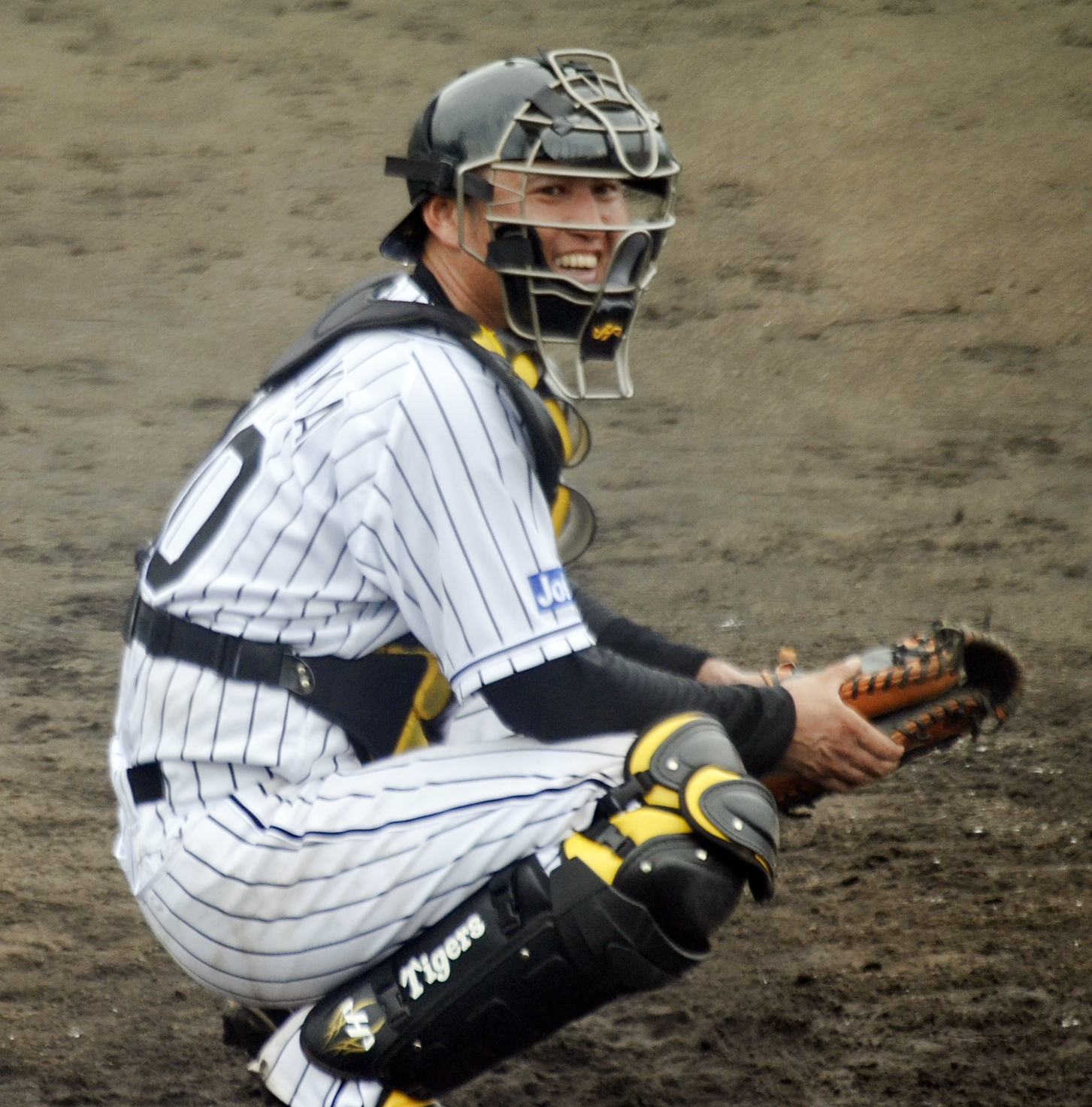
阪神時代、現役最後の日（2016年9月28日、阪神鳴尾浜球場）

2014年シーズンには、4月10日の対DeNA戦で移籍後初の一軍公式戦出場。「8番・捕手」としてスタメンに起用されると、フル出場で4打数2安打1打点を記録した。この試合から、移籍後初のヒーローインタビューを受けた同月30日の対広島戦（いずれも甲子園）までは、スタメンマスクを任された10試合中9試合でチームが勝利。しかし、右脇腹を痛めて5月27日に戦線を離脱。6月30日に一軍へ復帰した直後は、新人の梅野隆太郎と併用された。シーズン終盤からスタメンマスクを被る機会が増えると、チームのシーズン2位で進出したクライマックスシリーズでも、全6試合中4試合でスタメン起用。チームの日本シリーズ進出に貢献した。クローザーの呉昇桓とバッテリーを組んだ場合には特に相性が良く、シーズン終了後の最優秀バッテリー賞の選考では、菅野智之 - 阿部慎之助（巨人）と1票差の2位に入った。
2015年シーズンには、公式戦の開幕時点で、一軍正捕手の座を梅野に明け渡した。しかし、梅野が不振に陥ったことから、5月にシーズン初の一軍昇格。同月14日の対ヤクルト戦（神宮）で一軍公式戦の移籍後初本塁打を放つと、藤浪晋太郎・能見篤史が先発で登板する試合で、シーズン終了までバッテリーを組み続けた。一軍公式戦全体では、チームの捕手で最も多い70試合（スタメンで57試合）に出場。とりわけ、リード面で高卒3年目の藤浪を大きく成長させたことから、シーズン後の契約交渉では推定年俸4200万円（前年から400万円増）で契約を更改した。なお、シーズン中にFA権の取得条件を再び満たしたものの、契約交渉ではFA権を行使しなかった。
2016年シーズンには、前年までとは一転して、新任の一軍監督・金本知憲の方針で一軍に捕手2人制を採用。梅野・岡﨑太一との間で正捕手の座を争った後に、公式戦の開幕を二軍で迎えた。さらに、4月下旬以降は、育成契約から支配下登録選手に復帰した原口文仁が一軍で台頭。新人の坂本誠志郎が夏場から一軍に抜擢されたこともあって、シーズン終盤までは一軍公式戦への出場が10試合にとどまった。藤浪の調子がシーズンを通じて安定しなかったことを背景に、一軍帯同中には藤浪が先発する試合でスタメンマスクを任されていたが、9月の出場選手登録抹消を機に現役引退を決意。「野球選手である以上、一軍で戦力にならなかったら引き際」という理由で、9月29日にこのシーズン限りでの現役引退を表明した。10月26日付で、NPBから任意引退選手として公示。11月19日の「ファン感謝デー」では、現役引退セレモニーが催された後に、ナインから胴上げされた。

### 引退後
2016年12月7日に、千葉ロッテマリーンズの二軍バッテリーコーチに就任することが球団から発表された。背番号は「77」。
2017年、11月25日から台湾で開催される2017アジアウインターベースボールリーグにおいて、NPBイースタン選抜のバッテリーコーチを務める。
2018年シーズンからは今岡真訪の二軍監督就任に伴い、背番号が「78」へ変更。10月15日に、翌年の契約を結ばないとの発表がなされた。

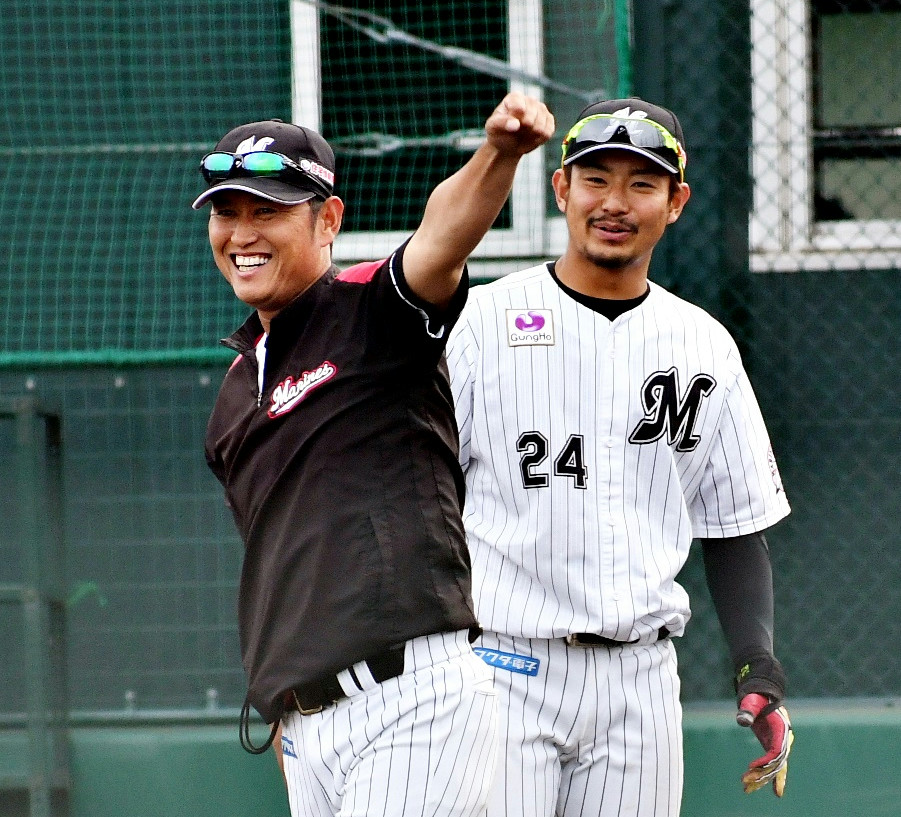
千葉ロッテ二軍バッテリーコーチ時代（2018年5月26日、ロッテ浦和球場。右は吉田裕太捕手。）

同月26日に、横浜DeNAベイスターズの一軍バッテリーコーチに就任することが発表され、背番号は「74」。6年ぶりの古巣復帰となる。2020年シーズンからは二軍バッテリーコーチに配置転換。2024年6月7日・8日は二軍監督を務める青山道雄の体調不良のため、鶴岡が二軍監督代行を務めた。10月1日、同年限りでの退団が発表された。
同年10月26日、韓国プロ野球ハンファ・イーグルスの二軍バッテリーコーチに就任することが発表された。

## 選手としての特徴・人物
打撃面では、下位の打順で起用されることが多いものの、パンチ力のある打撃を持ち味としている。
守備では若手投手を巧みにリードするインサイドワークに定評があり、投手を鼓舞して引っ張っていく強気なリードを持ち味とする。さらに洞察力と人間観察に優れており、横浜時代では三浦の状態が悪い時の癖に気付いたり、阪神では若手投手の育成に大きく貢献している。
阪神移籍後の2014年から現役最終年の2016年までは、藤浪が先発する一軍公式戦のうち、通算33試合で捕手としてスタメンに起用。この期間に阪神へ在籍した捕手では、最も多く藤浪とバッテリーを組んだ。ちなみに、藤浪とスタメンでバッテリーを組んだ一軍公式戦では、通算で19勝6敗（勝率.760）という好成績を残している。
DeNA時代は正捕手として活躍したが、現役生活を通して主に正捕手に次ぐ控えとして活躍したことから「最強の二番手捕手」と称された。
現役生活ではトレード、FA移籍、人的補償の全てを経験している。その件について鶴岡は「こんな野球人生珍しいかもしれないけど、野球人として必要とされるのはありがたいこと。球団によって環境や選手たちの雰囲気、目指す野球の方向性が違うし勉強になることが多い」と語っている。

## 詳細情報

### 年度別打撃成績
| 年 度      | 球 団      | 試 合 | 打 席 | 打 数 | 得 点 | 安 打 | 二 塁 打 | 三 塁 打 | 本 塁 打 | 塁 打 | 打 点 | 盗 塁 | 盗 塁 死 | 犠 打 | 犠 飛 | 四 球 | 敬 遠 | 死 球 | 三 振 | 併 殺 打 | 打 率 | 出 塁 率 | 長 打 率 | O P S |
| ---------- | ---------- | ----- | ----- | ----- | ----- | ----- | -------- | -------- | -------- | ----- | ----- | ----- | -------- | ----- | ----- | ----- | ----- | ----- | ----- | -------- | ----- | -------- | -------- | ----- |
| 2000       | 横浜       | 3     | 3     | 3     | 1     | 1     | 0        | 0        | 0        | 1     | 0     | 0     | 0        | 0     | 0     | 0     | 0     | 0     | 0     | 0        | .333  | .333     | .333     | .667  |
| 2001       | 横浜       | 9     | 7     | 7     | 0     | 0     | 0        | 0        | 0        | 0     | 0     | 0     | 0        | 0     | 0     | 0     | 0     | 0     | 4     | 0        | .000  | .000     | .000     | .000  |
| 2002       | 横浜       | 12    | 10    | 9     | 1     | 1     | 0        | 0        | 0        | 1     | 0     | 0     | 0        | 0     | 0     | 1     | 0     | 0     | 4     | 0        | .111  | .200     | .111     | .311  |
| 2004       | 横浜       | 25    | 60    | 55    | 6     | 22    | 2        | 1        | 2        | 32    | 5     | 0     | 2        | 3     | 0     | 2     | 1     | 0     | 13    | 0        | .400  | .421     | .582     | 1.003 |
| 2005       | 横浜       | 24    | 30    | 28    | 3     | 8     | 2        | 0        | 1        | 13    | 2     | 0     | 0        | 0     | 0     | 1     | 0     | 1     | 4     | 3        | .286  | .333     | .464     | .798  |
| 2006       | 横浜       | 60    | 146   | 127   | 7     | 31    | 8        | 1        | 3        | 50    | 16    | 0     | 0        | 5     | 1     | 11    | 1     | 2     | 39    | 5        | .244  | .312     | .394     | .706  |
| 2007       | 横浜       | 36    | 87    | 69    | 3     | 15    | 3        | 0        | 0        | 18    | 8     | 0     | 0        | 4     | 0     | 11    | 3     | 3     | 10    | 3        | .217  | .349     | .261     | .610  |
| 2008       | 横浜       | 27    | 61    | 52    | 4     | 15    | 2        | 0        | 0        | 17    | 2     | 1     | 0        | 5     | 0     | 4     | 1     | 0     | 7     | 3        | .288  | .339     | .327     | .666  |
| 2008       | 巨人       | 31    | 56    | 48    | 4     | 8     | 2        | 0        | 2        | 16    | 6     | 0     | 0        | 2     | 0     | 6     | 0     | 0     | 12    | 2        | .167  | .259     | .333     | .593  |
| '08計      | 巨人       | 58    | 117   | 100   | 8     | 23    | 4        | 0        | 2        | 33    | 8     | 1     | 0        | 7     | 0     | 10    | 1     | 0     | 19    | 5        | .230  | .300     | .330     | .630  |
| 2009       | 巨人       | 59    | 160   | 142   | 17    | 37    | 10       | 0        | 5        | 62    | 18    | 1     | 0        | 8     | 1     | 8     | 3     | 1     | 30    | 4        | .261  | .303     | .437     | .739  |
| 2010       | 巨人       | 32    | 43    | 35    | 4     | 8     | 1        | 0        | 0        | 9     | 0     | 0     | 0        | 3     | 0     | 3     | 1     | 2     | 8     | 2        | .229  | .325     | .257     | .582  |
| 2011       | 巨人       | 34    | 63    | 55    | 6     | 12    | 1        | 0        | 0        | 13    | 1     | 0     | 0        | 3     | 0     | 4     | 1     | 1     | 9     | 0        | .218  | .283     | .236     | .519  |
| 2012       | DeNA       | 102   | 229   | 201   | 9     | 38    | 8        | 1        | 1        | 51    | 15    | 0     | 0        | 8     | 1     | 19    | 3     | 0     | 39    | 4        | .189  | .258     | .254     | .513  |
| 2013       | DeNA       | 108   | 318   | 280   | 27    | 70    | 18       | 0        | 3        | 97    | 40    | 1     | 0        | 7     | 4     | 26    | 3     | 1     | 50    | 7        | .250  | .312     | .346     | .658  |
| 2014       | 阪神       | 77    | 163   | 154   | 10    | 34    | 5        | 1        | 0        | 41    | 12    | 0     | 0        | 4     | 1     | 3     | 0     | 1     | 30    | 10       | .221  | .239     | .266     | .505  |
| 2015       | 阪神       | 70    | 179   | 153   | 16    | 35    | 8        | 0        | 1        | 46    | 15    | 0     | 0        | 10    | 1     | 15    | 1     | 0     | 43    | 2        | .229  | .296     | .301     | .597  |
| 2016       | 阪神       | 10    | 5     | 5     | 0     | 0     | 0        | 0        | 0        | 0     | 0     | 0     | 0        | 0     | 0     | 0     | 0     | 0     | 1     | 0        | .000  | .000     | .000     | .000  |
| 通算：16年 | 通算：16年 | 719   | 1620  | 1423  | 118   | 335   | 70       | 4        | 18       | 467   | 140   | 3     | 2        | 62    | 9     | 114   | 18    | 12    | 303   | 45       | .235  | .296     | .328     | .624  |

### 年度別守備成績
| 年 度 | 球 団 | 捕手  | 捕手  | 捕手  | 捕手  | 捕手  | 捕手  | 捕手     | 捕手     | 捕手     | 捕手     | 捕手     |
| 年 度 | 球 団 | 試 合 | 刺 殺 | 補 殺 | 失 策 | 併 殺 | 捕 逸 | 守 備 率 | 企 図 数 | 許 盗 塁 | 盗 塁 刺 | 阻 止 率 |
| ----- | ----- | ----- | ----- | ----- | ----- | ----- | ----- | -------- | -------- | -------- | -------- | -------- |
| 2000  | 横浜  | 1     | 0     | 0     | 0     | 0     | 0     | 1.000    | 0        | 0        | 0        | ----     |
| 2002  | 横浜  | 10    | 22    | 10    | 0     | 0     | 0     | 1.000    | 0        | 0        | 0        | ----     |
| 2004  | 横浜  | 19    | 88    | 7     | 0     | 2     | 2     | .979     | 10       | 8        | 2        | .200     |
| 2005  | 横浜  | 7     | 24    | 1     | 0     | 0     | 1     | 1.000    | 5        | 5        | 0        | .000     |
| 2006  | 横浜  | 34    | 211   | 18    | 0     | 3     | 0     | 1.000    | 30       | 22       | 8        | .267     |
| 2007  | 横浜  | 32    | 183   | 14    | 4     | 4     | 3     | .980     | 25       | 20       | 5        | .200     |
| 2008  | 横浜  | 26    | 106   | 10    | 1     | 2     | 0     | .991     | 17       | 12       | 5        | .294     |
| 2008  | 巨人  | 29    | 116   | 7     | 0     | 1     | 1     | 1.000    | 8        | 7        | 1        | .125     |
| 2009  | 巨人  | 54    | 301   | 29    | 1     | 4     | 3     | .997     | 31       | 17       | 14       | .407     |
| 2010  | 巨人  | 31    | 93    | 7     | 0     | 1     | 1     | 1.000    | 16       | 13       | 3        | .188     |
| 2011  | 巨人  | 29    | 116   | 9     | 1     | 2     | 0     | .992     | 7        | 6        | 1        | .143     |
| 2012  | DeNA  | 101   | 428   | 46    | 2     | 4     | 4     | .996     | 75       | 55       | 20       | .267     |
| 2013  | DeNA  | 107   | 606   | 48    | 4     | 13    | 5     | .994     | 76       | 53       | 23       | .303     |
| 2014  | 阪神  | 76    | 376   | 41    | 3     | 7     | 3     | .993     | 37       | 25       | 12       | .324     |
| 2015  | 阪神  | 70    | 426   | 36    | 1     | 6     | 1     | .998     | 31       | 21       | 10       | .323     |
| 2016  | 阪神  | 10    | 24    | 1     | 1     | 0     | 0     | .962     | 5        | 4        | 1        | .200     |
| 通算  | 通算  | 636   | 3120  | 284   | 18    | 49    | 24    | .995     | 373      | 268      | 105      | .282     |

### 記録
初記録
- 初出場：2000年9月1日、対阪神タイガース22回戦（阪神甲子園球場）、7回表に阿波野秀幸の代打・石井義人の代打として出場
- 初打席：同上、7回表に弓長起浩から右飛
- 初安打：2000年9月2日、対阪神タイガース23回戦（阪神甲子園球場）、9回表に西川慎一から中前安打
- 初先発出場：2002年10月13日、対ヤクルトスワローズ28回戦（横浜スタジアム）、8番・捕手として先発出場
- 初打点：2004年8月14日、対読売ジャイアンツ21回戦（東京ドーム）、8回表にブライアン・コーリーから左前適時打
- 初本塁打：2004年8月24日、対阪神タイガース18回戦（大阪ドーム）、6回表に金澤健人から左越ソロ
- 初盗塁：2008年5月24日、対東北楽天ゴールデンイーグルス2回戦（クリネックススタジアム宮城）、7回表に二盗（投手：ドミンゴ・グスマン、捕手：藤井彰人）

### 背番号
- 57（1996年 - 2008年6月10日）
- 43（2008年6月11日 - 2011年）
- 10（2012年 - 2013年）
- 40（2014年 - 2016年）
- 77（2017年）[24]
- 78（2018年）[26]
- 74（2019年 - 2024年）

### 登場曲
- 「あゝ無情」アン・ルイス - 2008年からの使用
- 「気合いだ」若旦那
- 「六本木心中」アン・ルイス
- 「今宵の月のように」エレファントカシマシ
- 「悲しみの果て」エレファントカシマシ
- 「港のヨーコ・ヨコハマ・ヨコスカ」ダウン・タウン・ブギウギ・バンド - 横浜時代（巨人移籍前）の登場曲。二軍の試合では台詞部分も流されていた。

### 代表歴
- 2017アジアウインターベースボールリーグ：NPBイースタン選抜：バッテリーコーチ[25]